# Reboleira
Reboleira is een freguesia in de Portugese gemeente Amadora en telt 15 543 inwoners (2001).